# Вооружённые силы Сомали
Вооружённые силы Сомали (сомал. Ciidanka Soomaaliya, араб. الجيش الصومالي‎) — военная организация Сомали, предназначенная для защиты свободы, независимости и территориальной целостности государства.
Состоят из органов управления, сухопутных войск, военно-морского флота и военно-воздушных сил.

## История
После получения Сомали независимости в 1960 году она попала в сферу влияния СССР. При советской поддержке в Сомали появилась единая армия, названная «Львы Африки», страна получала от СССР вооружение. Но после начала в 1977 году эфиопско-сомалийской войны СССР поддержал Эфиопию. Эта война спровоцировала кризис в экономической и политической сферах,
В августе 1980 года было подписано американо-сомалийское соглашение о использовании вооружёнными силами США военно-морской базы, порта и аэродрома Бербера, а также использование самолётами США аэродрома Могадишо (на котором было разрешено присутствие контингента США из 100 человек) и доступ кораблей военного флота США в порт Могадишо. В обмен на это власти США пообещали предоставить Сомали военное снаряжение и технику (грузовики, зенитные установки и РЛС) на общую сумму 42 млн. долларов США и выделить ещё 5 млн. долларов США в виде экономической помощи. В феврале 1981 года в порт Бербера прибыла первая группа американских военных инженеров и технических специалистов и начались подготовительные работы по реконструкции порта.
В 1991 году просоветски настроенного президента Мохаммеда Сиад Барре свергли, и Сомали погрузилось в хаос; сомалийские вооруженные силы перестали существовать.

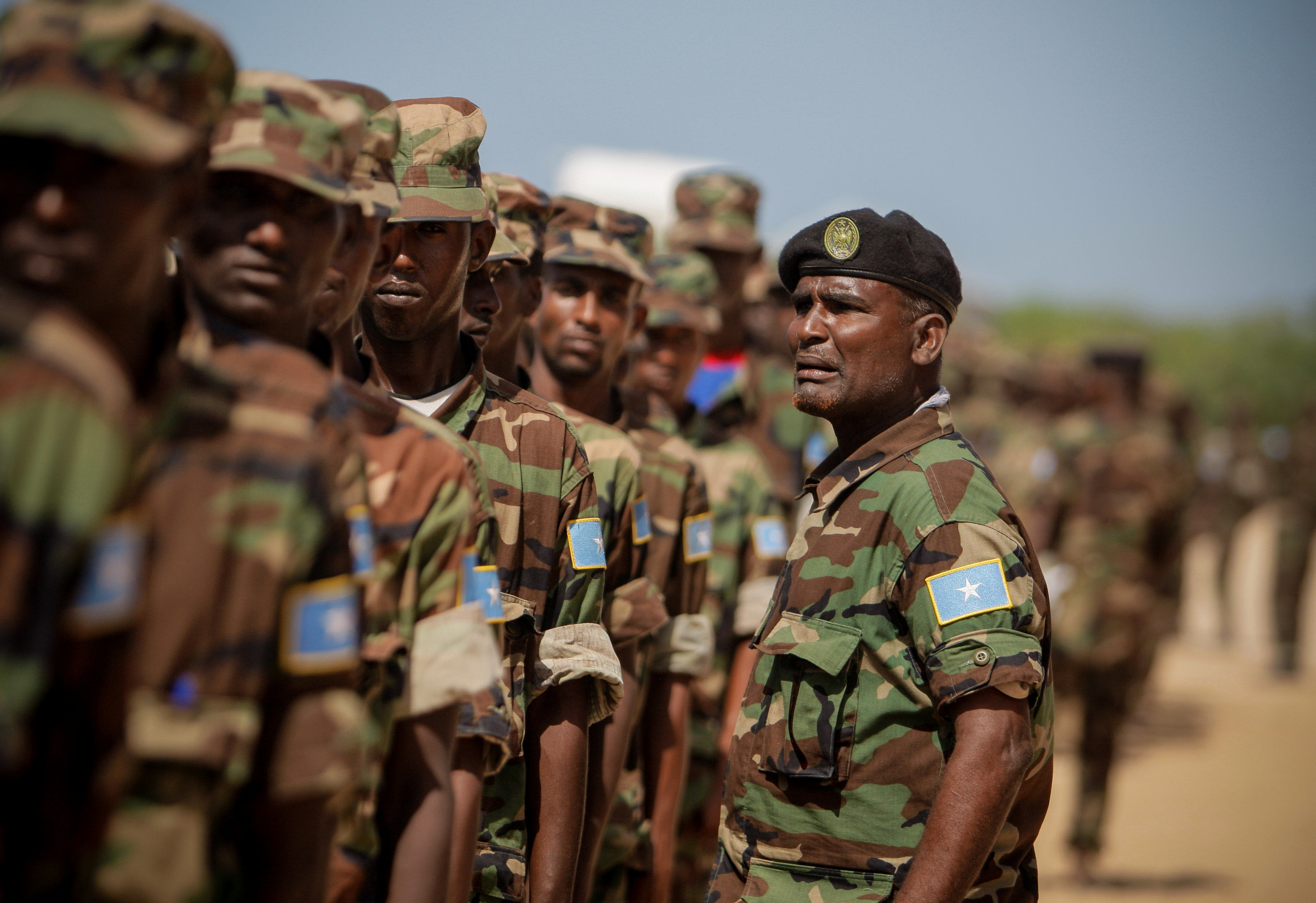
Смотр сомалийских военнослужащих, прошедших подготовку в Уганде, 2012 год

К 2002 году образованное в 2000 году Переходное национальное правительство Сомали создало небольшую армию численностью около 2 тыс. человек, получившую вооружение от ряда вооруженных группировок. Но Переходное национальное правительство контролировало лишь часть Могадишо, столицы страны, остальную территорию страны продолжали контролировать различные вооруженные группировки.
В рамках международных усилий по стабилизации ситуации в Сомали и борьбе с исламистской группировкой «Аш-Шабаб» вооруженным силам Сомали оказывается различная помощь. Обучением сомалийских военнослужащих занимались США, Великобритания, Турция, Катар, ОАЭ. Тем не менее, по состоянию на 2018 год, у сомалийских военных не было денег даже на радиосвязь и экипировку. Солдаты общались между собой по мобильным телефонам, которые легко отслеживать. Многие солдаты были едва одеты и обуты в шлепанцы.

## Общие сведения
| Вооружённые силы Сомали                                         | Вооружённые силы Сомали |
| --------------------------------------------------------------- | --- |
| Виды вооружённых сил:                                           | Сухопутные войска Военно-морской флот Военно-воздушные силы |
| Призывной возраст и способ комплектования:                      | Вооружённые силы Сомали комплектуются на призывной основе; в 2005 году ООН внесла Переходное федеральное правительство Сомали в список правительств, вербующих детей для участия в боевых действиях. |
| Человеческие ресурсы, доступные для воинской службы:            | мужчины в возрасте 16 — 49: 2,260,175 женщины в возрасте 16 — 49: 2,159,293 (2010 год, оценочно) |
| Человеческие ресурсы, пригодные для воинской службы:            | мужчины в возрасте 16 — 49: 1,331,894 женщины в возрасте 16 — 49: 1,357,051 (2010 год, оценочно) |
| Человеческие ресурсы, ежегодно достигающие призывного возраста: | мужчины: 101,634 женщины: 101,072 (2010 год, оценочно) |
| Военные расходы — процент от ВВП:                               | 0.9 % (на 2005 год) 135 место в мире |

## Состав вооружённых сил

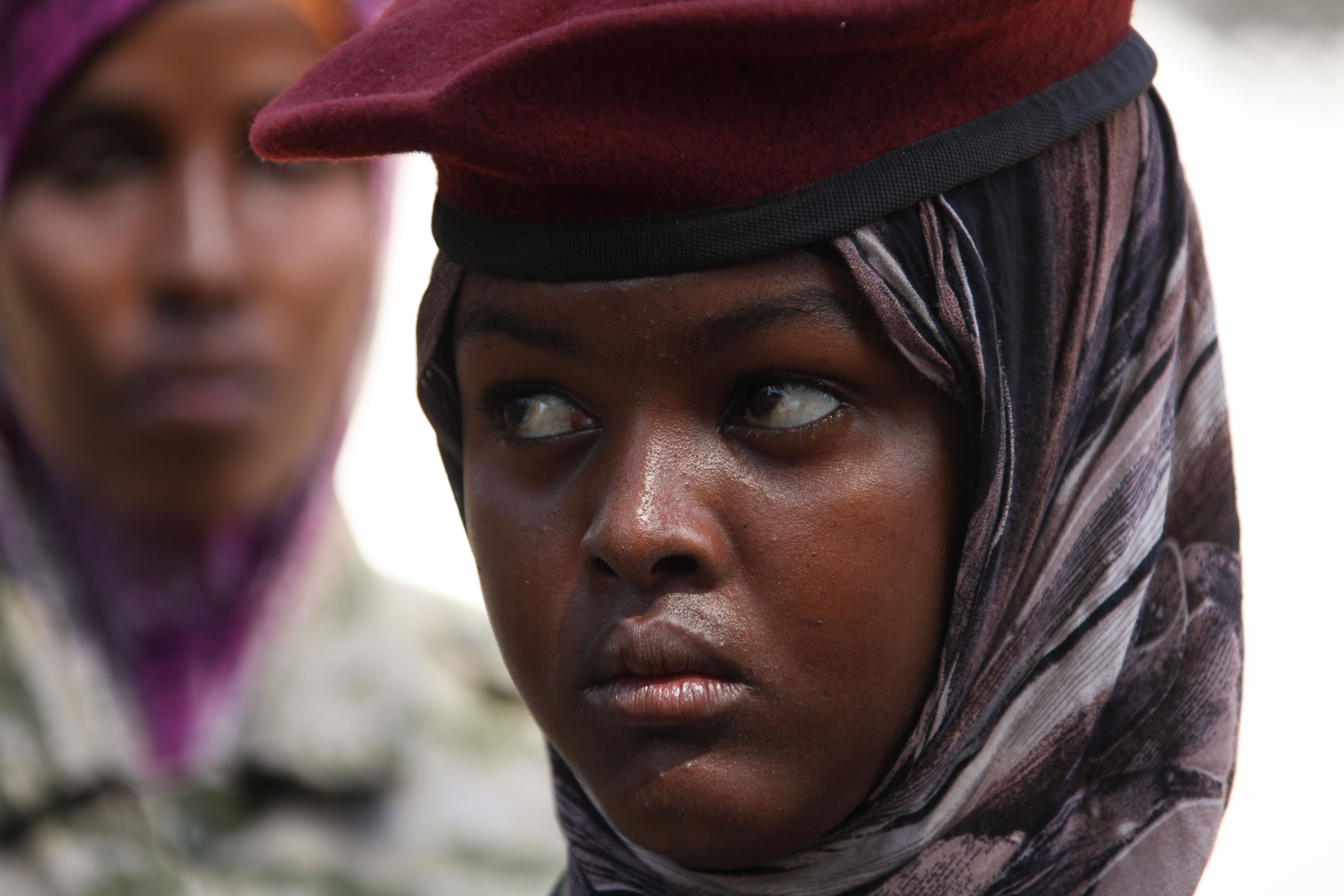
Военнослужащая Сомалийской национальной армии на выступлении командира джибутийских миротворцев Османа Дубада в Сомали.

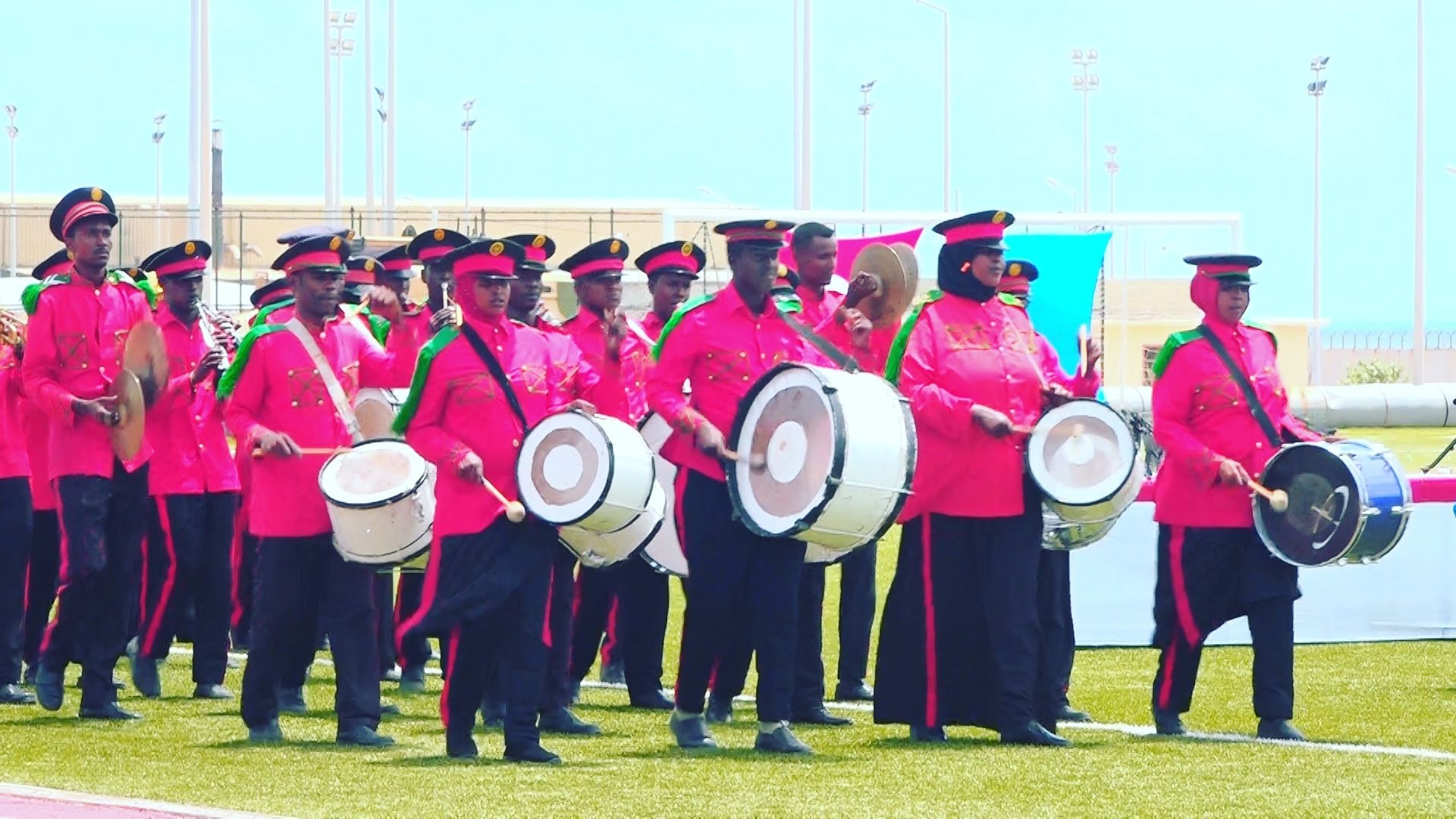
Оркестр ВС Сомали.

### Органы управления
Министерство обороны Сомали — орган управления ВС.

### Сухопутные войска Сомали
Сухопутные войска Сомали - структурное подразделение Вооружённых сил Сомали, созданное в 1960 году после обретения независимости от Великобритании.
Общая численность Сухопутных войск  равняется  приблизительно 36000 человек, на вооружении стоит устаревшая техника производства СССР, ФРГ и КНР 60-80х гг. 20в.

### Военно-морской флот
В июне 2009 года сомалийский военный флот был восстановлен, как вид ВС. Был назначен новый командующий, адмирал Фарах Ахмед Омар. До 500 морских пехотинцев, из флотского состава обучались в Могадишо, обучение завершилось в декабре 2009 года.
Военный флот государства не имеет собственных кораблей, судов и катеров, поэтому арендует быстроходные катера, чтобы выполнить патрулирование морских территорий государства.
В настоящее время ВМФ ВС Сомали насчитывает 200 военнослужащих и несколько катеров.

### Военно-воздушные силы
ВВС ВС ФРС были образованы в 1960 году, после обретения независимости от Англии и Италии, и с советской военной помощью скоро стали одними из самых мощных и боеспособных военно-воздушных сил к югу от Сахары.
Нежелание Сомали признавать государственные границы, навязанные ей колониальными государствами, привело к обострению отношений с соседними государствами и ряду пограничных конфликтов, кульминацией которых стала сомалийско-эфиопская война за Огаден, длившаяся два года и характеризовавшаяся необычайно активным для вооружённых конфликтов в Африке применением авиации, сыгравшей значительную роль в боевых действиях.
Война осложнила международное положение Сомали, которая, лишившись поддержки извне, была вынуждена вывести войска из Огадена, потеряв в боях половину от общего числа единиц военной техники ВВС.
От этого поражения Сомали уже никогда не оправилась и вскоре погрузилась в пучину гражданской войны, которая продолжается и сегодня. В последний раз ВВС Сомали применялись в боях против повстанцев, но, с падением Могадишо в 1991 году, ВВС прекратили своё существование.